# Рослинні клеї
Росли́нні клеї — клеї, які виготовляються з частин рослин. Оскільки ці клеї виготовляються з найрізноманітніших частин рослин — їх асортисент дуже широкий. Так, з борошна і крохмалю готують борошняний та крохмальний клейстери, а суміш їх продають під назвою «Клей шпалерний». З камеді (глею), що утворюється на кісточкових деревах, виготовляють гуміарабіковий або вишневий клей тощо.
Обробляючи картопляний або кукурудзяний крохмаль розведеною азотною кислотою з наступним нагріванням до температури 125÷150 °C, одержують «Клей декстриновий конторський». Більшість рослинних клеїв використовують у вигляді водних розчинів.
До рослинних клеїв належить також і гумовий, оскільки натуральний каучук та гутаперчу одержують з соку рослин. Розчиняють каучук у бензині або інших органічних розчинниках.